# Greatest Hit (...and 21 Other Pretty Cool Songs)
Greatest Hit (...and 21 Other Pretty Cool Songs) – kompilacyjny album progresywnometalowej grupy Dream Theater.

## Lista utworów
| Płyta                | #   | Tytuł                                          | Słowa           | Muzyka                                       | Czas  | Oryginalne wydanie                     |
| -------------------- | --- | ---------------------------------------------- | --------------- | -------------------------------------------- | ----- | -------------------------------------- |
| 1 ("The Dark Side")  | 1.  | "Pull Me Under" (2007 Remix)                   | Kevin Moore     | Dream Theater                                | 8:13  | Images and Words                       |
| 1 ("The Dark Side")  | 2.  | "Take the Time" (2007 Remix)                   | Dream Theater   | Dream Theater                                | 8:22  | Images and Words                       |
| 1 ("The Dark Side")  | 3.  | "Lie" (Single Edit)                            | Moore           | Dream Theater                                | 5:01  | Awake                                  |
| 1 ("The Dark Side")  | 4.  | "Peruvian Skies"                               | John Petrucci   | Dream Theater                                | 6:42  | Falling into Infinity                  |
| 1 ("The Dark Side")  | 5.  | "Home" (Single Edit)                           | Mike Portnoy    | Dream Theater                                | 5:38  | Metropolis Pt. 2: Scenes from a Memory |
| 1 ("The Dark Side")  | 6.  | "Misunderstood" (Single Edit)                  | Petrucci        | Petrucci, John Myung, Jordan Rudess, Portnoy | 5:14  | Six Degrees of Inner Turbulence        |
| 1 ("The Dark Side")  | 7.  | "The Test That Stumped Them All" (Single Edit) | Portnoy         | Petrucci, John Myung, Jordan Rudess, Portnoy | 5:00  | Six Degrees of Inner Turbulence        |
| 1 ("The Dark Side")  | 8.  | "As I Am" (Single Edit)                        | Petrucci        | Petrucci, John Myung, Jordan Rudess, Portnoy | 7:14  | Train of Thought                       |
| 1 ("The Dark Side")  | 9.  | "Endless Sacrifice"                            | Petrucci        | Petrucci, John Myung, Jordan Rudess, Portnoy | 11:23 | Train of Thought                       |
| 1 ("The Dark Side")  | 10. | "The Root of All Evil"                         | Portnoy         | Dream Theater                                | 7:16  | Octavarium                             |
| 1 ("The Dark Side")  | 11. | "Sacrificed Sons"                              | James LaBrie    | Dream Theater                                | 9:41  | Octavarium                             |
| 2 ("The Light Side") | 1.  | "Another Day" (2007 Remix)                     | Petrucci        | Dream Theater, Jay Beckenstein               | 4:25  | Images and Words                       |
| 2 ("The Light Side") | 2,  | "To Live Forever"                              | Petrucci, Moore | Dream Theater                                | 4:56  | Lie                                    |
| 2 ("The Light Side") | 3.  | "Lifting Shadows off a Dream"                  | Myung           | Dream Theater                                | 6:09  | Awake                                  |
| 2 ("The Light Side") | 4.  | "The Silent Man"                               | Petrucci        | Petrucci                                     | 3:47  | Awake                                  |
| 2 ("The Light Side") | 5.  | "Hollow Years"                                 | Petrucci        | Dream Theater                                | 5:55  | Falling into Infinity                  |
| 2 ("The Light Side") | 6.  | "Through Her Eyes" (Alternate Album Mix)       | Petrucci        | Dream Theater                                | 6:03  | Metropolis Pt. 2: Scenes from a Memory |
| 2 ("The Light Side") | 7.  | "The Spirit Carries On"                        | Petrucci        | Dream Theater                                | 6:40  | Metropolis Pt. 2: Scenes from a Memory |
| 2 ("The Light Side") | 8.  | "Solitary Shell" (Single Edit)                 | Petrucci        | Petrucci, Myung, Rudess, Portnoy             | 4:10  | Six Degrees of Inner Turbulence        |
| 2 ("The Light Side") | 9.  | "I Walk Beside You"                            | Petrucci        | Dream Theater                                | 4:28  | Octavarium                             |
| 2 ("The Light Side") | 10. | "The Answer Lies Within"                       | Petrucci        | Dream Theater                                | 5:15  | Octavarium                             |
| 2 ("The Light Side") | 11. | "Disappear"                                    | LaBrie          | Petrucci, Myung, Rudess, Portnoy             | 6:45  | Six Degrees of Inner Turbulence        |